# Julián Atehortúa
Julián Darío Atehortúa Bedoya (* 19. Juni 1983 in Salgar) ist ein kolumbianischer Straßenradrennfahrer.
Julián Atehortúa gewann 2005 jeweils eine Etappe bei der Vuelta al Valle del Cauca, beim Clásica Nacional Ciudad de Anapoima und beim Clásica de Fusagasugá. In der Saison 2007 konnte er die Gesamtwertung des Giro del Veneto für sich entscheiden. Ende des Jahres fuhr er für Ceramica Flaminia als Stagiaire und bekam für die folgende Saison einen Profivertrag. In seinem ersten Jahr dort gewann er eine Etappe beim Clásica Ciudad de Girardot und konnte so auch die Gesamtwertung für sich entscheiden. 2009 war er beim Memorial Augusto Triana erfolgreich. Außerdem gewann er jeweils eine Etappe beim Clásica Alcaldía de Pasca, beim Clásica Carmen de Viboral und beim Clásica Nacional Marco Fidel Suárez, sowie die Gesamtwertung beim Clásica Nacional Ciudad de Anapoima. In der Saison 2010 gewann Atehortúa mit der kolumbianischen Mannschaft Ind Ant-Idea-Fla-Lot de Medellín die Mannschaftszeitfahren der Vuelta a Antioquia und der Vuelta a Colombia.

## Erfolge
2010
- Mannschaftszeitfahren Vuelta a Colombia

## Teams
- 2007 Ceramica Flaminia (Stagiaire)
- 2008 Ceramica Flaminia-Bossini Docce
- 2009 Ceramica Flaminia-Bossini Docce
- 2010 Indeportes Antioquia-Lotería de Medellín
- 2011 Gobernación de Antioquia-Indeportes Antioquia
- 2012 Gobernación de Antioquia-Indeportes Antioquia
- 2013 Colombia Coldeportes  1
- 2014 GW-Shimano-Envia-Gatorade